# Streetman
Streetman város az USA Texas államában, Navarro megyében. Lakosainak száma 248 fő (2020. április 1.).

## Népesség
A település népességének változása:
| Lakosok száma | 203  | 247  | 248  |
|               | 2000 | 2010 | 2020 |